# برون‌تنی
آزمایش درون‌شیشه‌ای (درشیشه) یا برون‌تنی (به لاتین: in vitro) در زیست‌شناسی، به آزمایش‌هایی  گفته می‌شود که به جای به کار بردن جانداران زنده، بخشی از بدن آن‌ها مانند یاخته‌هایشان یا بافت‌هایشان را در محیط آزمایشگاهی کشت می‌دهند. به این، آزمایش‌های در محیط کشت نیز می‌گویند.
این روش برتری‌ها و کاستی‌هایی نسبت به آزمایش‌های درون‌تنی دارد. از برتری‌های آن می‌توان زود به نتیجه رسیدن، نیاز نداشتن به اجازه‌نامهٔ اخلاقی برای آزمایش روی جانوران، آسودگی در تکرار آزمایش، و در برخی موارد کم‌هزینه‌تر بودن را نام برد. از کاستی‌های آن می‌توان داشتن اعتبار کمتر به نسبت آزمایشهای درون تنی، را یاد کرد.

## تعریف کلی
مطالعات درون‌کشتگاهی، به مطالعه بر روی میکرواگانیسم‌ها، سلول‌ها یا مولکول‌های بیولوژی در خارج از چارچوب بیولوژی طبیعی خود گفته می‌شود. این آزمایش‌ها به‌طور معمول با استفاده از ابزارهای آزمایشگاهی مانند لوله آزمایش، فلاسک، پتری دیش و پلیت‌های میکروتیتر انجام می‌گیرد. در مطالعات درون‌کشتگاهی، اجزایی از جاندار از محیط بیولوژی خود (بدن جاندار) جداسازی شده و در شرایط آزمایشگاهی مورد بررسی قرار می‌گیرد. چرا که مطالعه جداگانه این اجزاء در آزمایشگاه، امکان دستیابی به جزئیات بیشتر را فراهم می‌کند. هر چند که نتایجی که در مطالعه درون‌کشتگاهی به دست می‌آید ممکن است به‌طور کامل و دقیق اثرات را بر روی جاندار کامل پیش‌بینی نکند. در مقابل مطالعات درون‌کشتگاهی، مطالعات درون‌تنی (In vivo) قرار دارد که در این نوع، بررسی‌ها بر روی جاندار کامل اعم از انسان، حیوان یا گیاه انجام می‌شود.
به عنوان مثال میکروارگانیسم‌ها یا سلول‌ها را می‌توان به صورت مصنوعی در محیط کشت مطالعه کرد. همچنین می‌توان پروتئین‌ها را در داخل یک محلول مورد بررسی قرار داد. امروزه طیف گسترده‌ای از تکنیک‌های مورد استفاده در زیست‌شناسی مولکولی از طریق این نوع مطالعه انجام می‌شود.
استخراج، کشت و شناسایی سلول‌های موجودات پرسلولی، اجزای درون سلولی (مانند میتوکندری و ریبوزوم‌ها)، عصاره سلول یا درون سلولی (مانند جوانه گندم و رتیکولوسیت)، مولکول‌های خالص شده (مانند پروتئین‌ها، DNA و RNA) و تولید صنعتی آنتی‌بیوتیک‌ها و محصولات دارویی همگی نمونه‌هایی از مطالعات درون‌کشتگاهی هستند.

### مزایا
مطالعات درون‌کشتگاهی امکان بررسی‌های اختصاصی برای یک گونه را به صورت ساده فراهم می‌کند و اطلاعات زیادی از جزئیات آن به ما می‌دهد که این اطلاعات جزئی می‌تواند برای مطالعه موجود کامل نیز مورد استفاده قرار گیرد. همان‌طور که با گذر زمان مطالعات درون بدنی در حیوانات جایگزین مطالعات بالینی بر روی انسان شد، امروزه نیز از مطالعه بر روی حیوان به سمت مطالعه داخل شیشه‌ای پیش می‌رویم.

#### سهولت
جانداران زنده از سیستم‌های عملکردی بسیار پیچیده‌ای تشکیل شده‌اند و دست‌کم دارای ده‌ها هزار ژن، مولکول پروتئینی، مولکول‌های RNA، ترکیبات آلی کوچک، یون‌های غیرآلی هستند که در سیستم‌های اندامی محصور در غشا قرار دارند. این ترکیبات بی‌شمار، با یکدیگر و با محیط اطراف برهمکنش می‌کنند تا مواد غذایی را پردازش کنند، مواد زائد را دفع کنند، ترکیبات را به محل صحیح برسانند و به مولکول‌های پیام‌رسان، دیگر موجودات، نور، صدا، چشایی، لمس و تعادل پاسخ دهند.
وجود این پیچیدگی‌ها، شناسایی برهم‌کنش‌ها و عملکرد زیستی هر جزء را سخت می‌کند. آزمایش‌های درون‌کشتگاهی سبب ساده‌سازی سیستم در حال مطالعه می‌شود. در نتیجه پژوهشگران می‌توانند بر تعداد کمتری از اجزاء تمرکز کنند.
از دیگر مزایای روش‌های درون‌کشتگاهی این است که می‌توانیم از سلول‌های انسانی به این منظور استفاده کنیم و آزمایش‌ها صرفاً محدود به سلول‌های جانوری نمی‌شود.
همچنین روش‌های درون‌کشتگاهی می‌تواند کوچک‌سازی و اتوماتیک شود. در نتیجه ما می‌توانیم در سنجش مولکولی فارماکولوژی یا سم‌شناسی به نتایج جامع‌تری دست یابیم.

### معایب
ممکن است نتایجی که در مطالعات درون‌کشتگاهی به دست می‌آید دقیقاً بر آنچه در موجود کامل اتفاق می‌افتند منطبق نباشد. به همین دلیل پژوهشگران باید مراقب باشند تا بررسی‌ها را کاملاً به موجود زنده تعمیم ندهند چرا که این باعث نتیجه‌گیری غلط در مورد موجودات و سیستم‌های زیستی می‌گردد.
به عنوان مثال دانشمندان در پی کشف یک داروی ویروسی به منظور درمان عفونی خاص مانند HIV هستند. آن‌ها ممکن است در مطالعات درون‌کشتگاهی به این نتیجه برسند که داروی مورد نظر باعث مهار همانندسازی ویروس در شرایط درون‌کشتگاهی می‌شود. با این وجود بسیاری از کاندیداهای دارویی که اثربخشی شان در شرایط درون‌کشتگاهی به اثبات رسیده‌است، در بدن جاندار اثربخش نیستند چرا که ممکن است در شرایط درون بدنی، دارو دقیقاً به محل هدف نرسد یا برای سایر بخش‌های بدن جاندار اثر زیانبار داشته باشد.